# 肉铺广场 (纽伦堡)

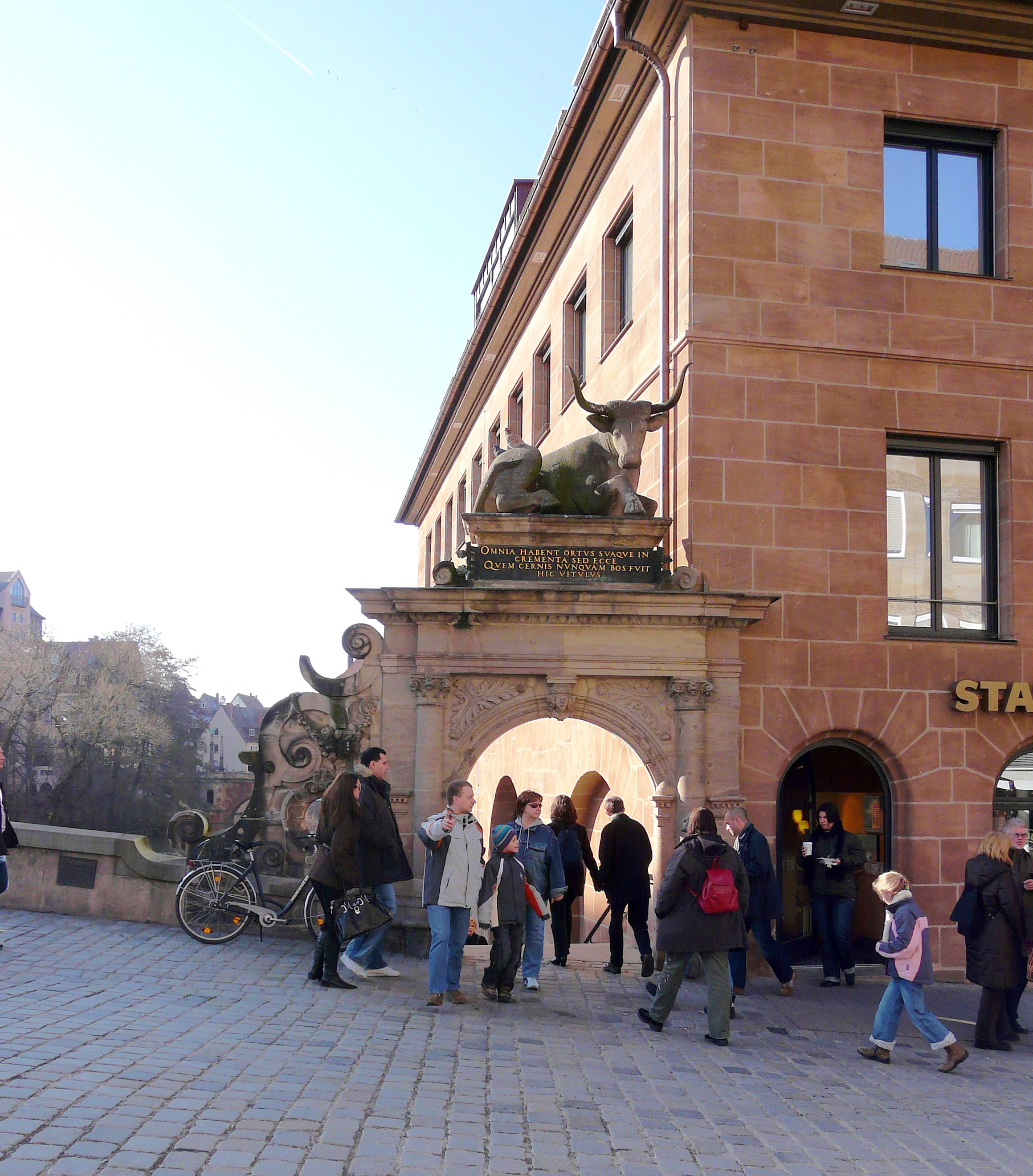

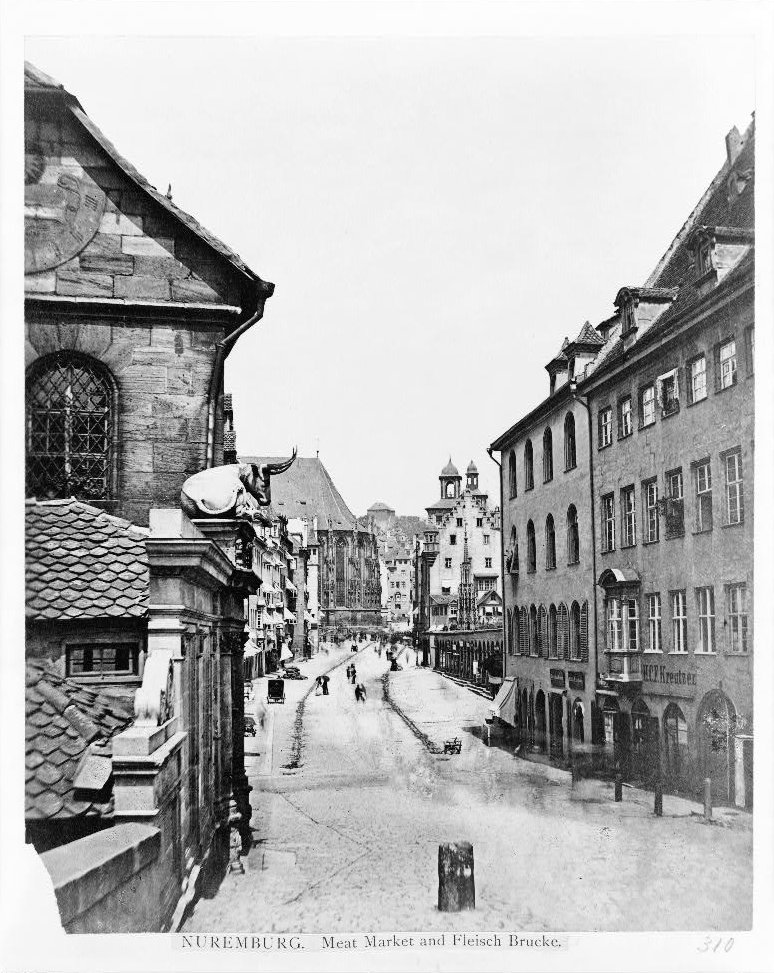
1880年的广场

肉铺广场（An den Fleischbänken）是纽伦堡的一个广场，位于肉桥（Fleischbrücke）北岸的原肉铺所在地，主广场大集市广场的西南侧。

## 历史
自中世纪以来，这个地区的摊位上，一直供应不同品种的肉类。屠宰场的废物扔进佩格尼茨河。1419年，建造了第一个木建筑。1570年到1571年，被一座砂岩建筑所取代。
肉铺在第二次世界大战期间于1945年被摧毁。现在的建筑不再用于肉类贸易。底楼的圆形拱门仍然让人联想到原来的建筑。在这栋建筑里设有各种办公室。
该建筑于2004年又进行现代化改造。 肉铺广场是纽伦堡历史之路上的一站。

## 牛门
1599年建造的牛门（Ochsenportal），是从肉桥前往肉铺的入口。牛门于1945年严重受损，1950年修复。
在门上方有一头躺卧的牛雕塑，以及以下拉丁文铭文：
OMNIA HABENT ORTVS SVAQVE IN
CREMENTA SED ECCE
QVEM CERNIS NVNQVAM BOS FVIT
HIC VITVLVS
中文：一切都有它的起源和开始，但看哪，你在这里看到的牛从来就不是小牛。
在旧明信片上，牛被 "滥用" 作为纽伦堡肉沙拉（Ochsenmaulsalat）的标志。